# Bertram Storm van 's Gravesande

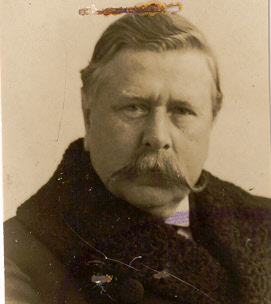
Jhr. Bertram Philip Sigismund Albrecht Storm van 's-Gravesande (ca. 1925)

Jonkheer Bertram Philips Sigismund Albrecht Storm van 's Gravesande (Vorden, 28 september 1873 - Ommen, 14 april 1959) was een Nederlandse burgemeester.

## Familie
Storm was lid van de familie Storm van 's Gravesande en een zoon van jhr. Imilius Frederik Storm van 's Gravesande (1822-1891) en Ernestine Amoena Sophie barones van Heeckeren van Waliën (1831-1892). Hij trouwde in 1901 met Louise Charlotte van Steijn (1878-1941), met wie hij drie dochters kreeg. Zijn oudste dochter jkvr. Elisabeth Storm van ‘s Gravesande (1903-1951) trouwde in 1928 met burgemeester, latere Commissaris der Koningin en diplomaat dr. Johannes Linthorst Homan (1903-1986).

## Loopbaan
Storm begon zijn loopbaan als kandidaat-notaris. In 1906 werd hij benoemd tot burgemeester van Bleiswijk. In 1911 volgde zijn benoeming tot burgemeester van Wassenaar. Tijdens zijn ambtsperiode werd Huize De Paauw door de gemeente Wassenaar aangekocht, dat in 1925 het nieuwe raadhuis werd. In 1929 besloot Storm zijn functie als burgemeester van Wassenaar neer te leggen. Bij wijze van huldiging werd hem in 1930 een door Co Brandes ontworpen bakstenen bank met pergola op het Burchtplein te Wassenaar aangeboden.
Na zijn burgemeesterschap vestigde hij zich op Huize Het Laar in Ommen, dat in 1932 door de gemeente Ommen was aangekocht. Storm van 's Gravesande liet de monumentale tuinbank van Huize De Paauw overbrengen naar Ommen.
Storm overleed in 1959 op Huis het Laar te Ommen, waarop 1941 ook zijn vrouw was overleden. Zijn tweede dochter jkvr. Ernestine Amoene Sophie Storm van 's Gravesande (1905-1972) bleef daarna het huis bewonen en overleed daar.

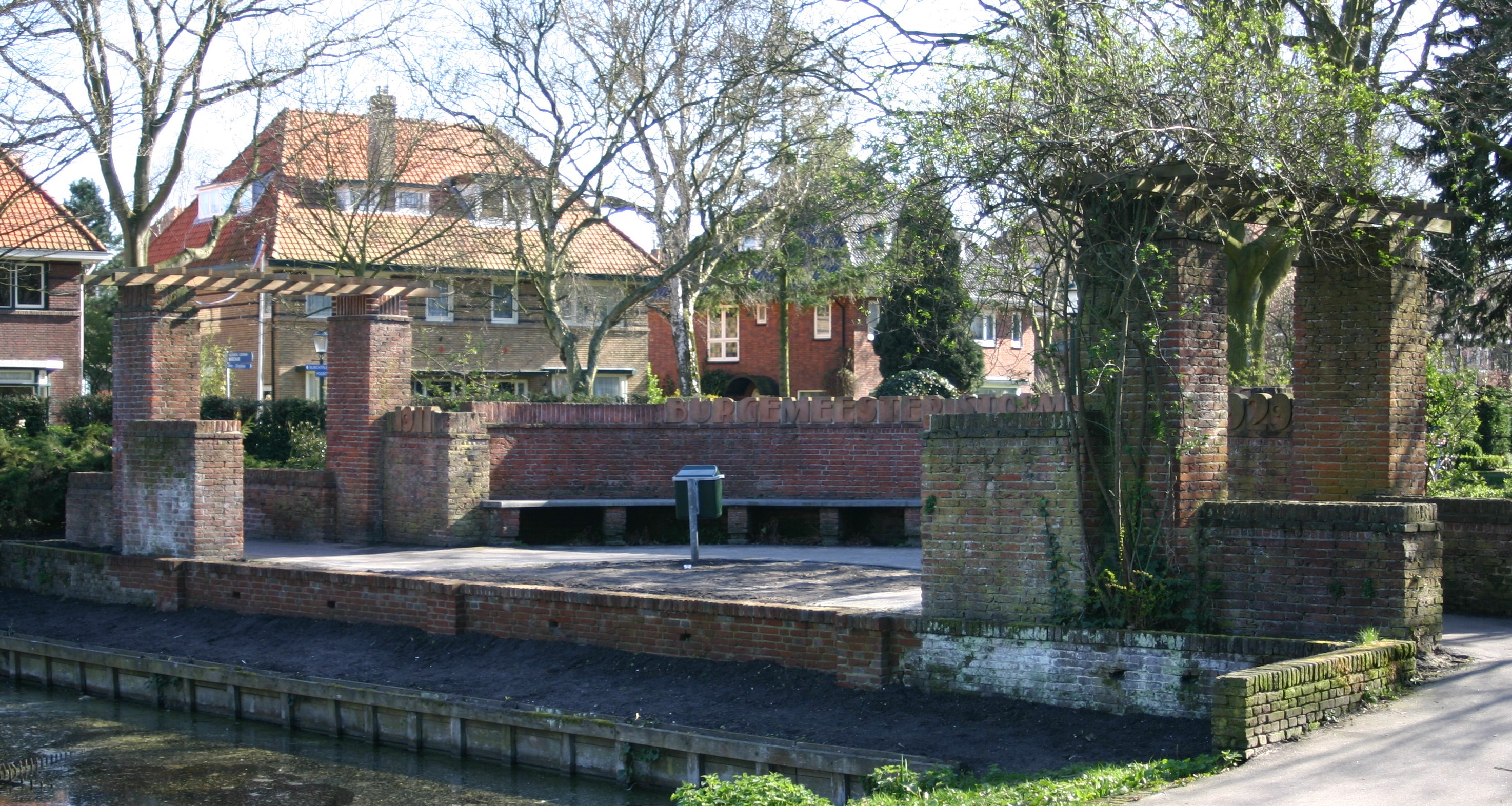
Gedenkbank aan het Burchtplein in Wassenaar
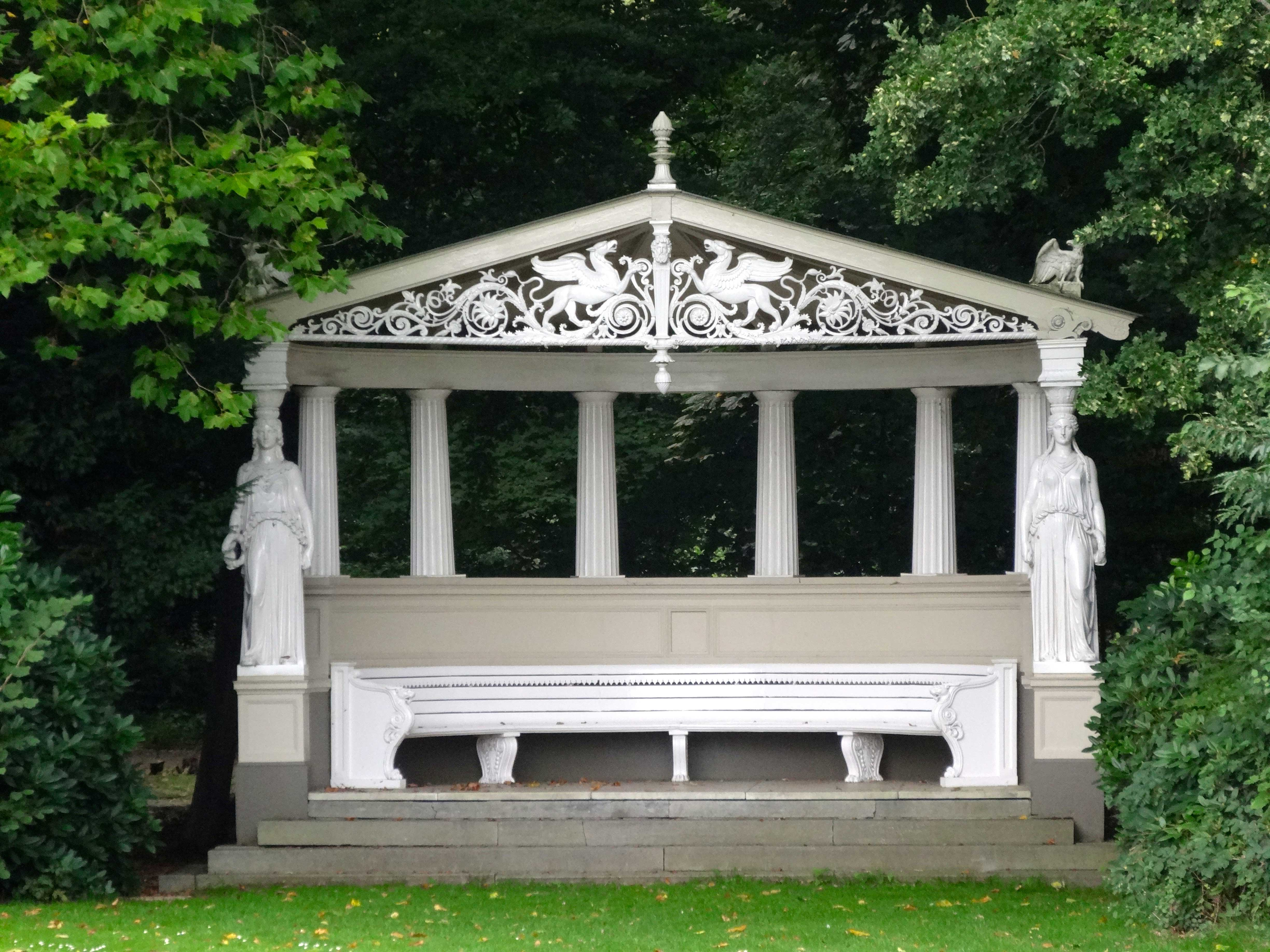
De monumentale tuinbank afkomstig van de Paauw en door Storm verplaatst naar Het Laar